# Zdenka Landová
Zdenka Landová (15. července 1929 Praha-Braník – 20. května 2018 Praha) byla česká malířka, grafička, ilustrátorka, učitelka a regionální historička.

## Životopis
Narodila se jako jediné dítě v rodině akademického malíře Antonína Landy z Prahy-Starého Města a Zdenky Landové-Maškové z Prahy-Smíchova. Pobývala také často u babičky v obchodě v domě U Zlaté Váhy na Havelském trhu.
Od dětství trpěla těžkou oční vadou. Za války onemocněla a dlouhodobě se léčila na tuberkulózu. Studovala na Státní grafické škole (1943–1947). Poté rozvíjela svůj talent na Umělecko-průmyslové škole v Praze, v ateliéru Antonína Strnadela a Jaroslava Vodrážky.
Tvořila malby, grafiky, kresby, plastiky, ilustrace a keramiku. Samostatně vystavovala v letech 1960 a 1983 v Praze. Vytvořila soubor vitráží pro muzeum skla v Sázavě. Zúčastnila se společných výstav učitelů v Kroměříži v letech 1980 a 1981. Své práce vystavila i na přehlídkách československého výtvarného umění, například v Bratislavě roku 1975. Roku 1985 vystavovala v expozici Vyznání životu a míru v Praze.
Patřila do okruhu studentů kolem jezuity Adolfa Kajpra v kostele u sv. Ignace. Své vzpomínky na tuto osobnost později ztvárnila v souboru kvašů.
Celý život učila v Lidové škole umění v Praze 6 (Dejvice, Břevnov, Petřiny a Tichá Šárka) a vychovala stovky žáků.[zdroj?]
Kromě kresby a malby se věnovala také regionální próze o rodném Braníku. Vytvořila řadu rukopisných kronik s tematikou rodinné historie a druhé světové války.[zdroj?]
V Praze 4 Braník bydlela v Maškově vile na adrese Branická 94.[zdroj?] Zemřela po dlouhé nemoci a byla pohřbena do rodinné hrobky na Olšanech.[zdroj?]
Braničtí občané po ní pojmenovali park Zdenky Landové.

## Dílo

### Obrazy
- Cyklus Moje děti (1985)[3]

- Galerie Otců zakladatelů geografie (2005)[7]
- Svatý Ignác a jeho společnost[2]

### Výstavy
- Hrdinové – Příběhy odvahy a zrady v obrazech Zdenky Landové, Památník Lidice (2013[8], 2022)
- Operace ANTHROPOID, Památník Ležáky[9]

### Katalogy
- Studie a ilustrace Zdenky Landové: ve výstavní síni Staroměstské radnice v Praze od 5. VIII. do 4. IX. 1960.

### Ilustrace
- Landová, Zdenka. Zdenka Landová: ilustrace, plastiky a studie k dějinám hornictví: Muzeum těžby a zpracování zlata v Jílovém u Prahy. Jílové u Prahy: Muzeum těžby a zpracování zlata, 1967. [4] s.
- Obálka ke knize Durych, Jaroslav. Ouřk. Rosice u Brna: Gloria, 2001.[10]

### Próza
Napsala dvě knihy vzpomínek, legend, osobních vzpomínek a vyprávění o historii a postavičkách rodného Braníka. Zvláště působivé jsou vzpomínky na události spojené s koncem druhé světové války. Knihy doprovodila živými, vážnými, ale i humornými ilustracemi.[zdroj?]

### Korespondence
Napsala mimo jiné dopisy Arno Pařízkovi se vzpomínkami na malíře Roberta Gutmanna.[zdroj?]